# Luigi Lambruschini
Luigi Lambruschini, född 6 mars 1776, död 12 maj 1854, var en italiensk kardinal.
Lambruschini blev ärkebiskop i Genua 1819, påvlig nuntie i Paris och 1836 Gregorius XVI:s kardinalstatssekreterare. Lambruschini var reaktionens vapendragare och deltog livligt i den kölniska kyrkostriden, som gällde frågan om de blandade äktenskapen mellan protestanter och katoliker. Den slöts till de senares belåtenhet 1842. Vid konklaven 1846 kandiderade Lambruschini utan framgång.

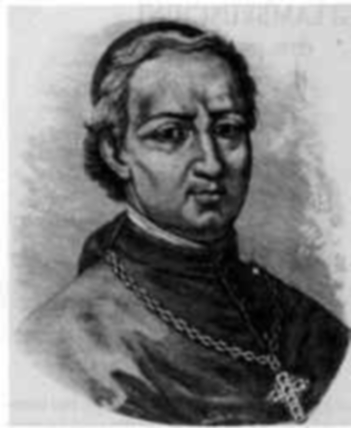
Luigi Lambruschini.